# Damtorp
Damtorp (dansk) eller Damendorf (tysk) er en landsby og kommune i det nordlige Tyskland, beliggende i Amt Hüttener Berge under Rendsborg-Egernførde kreds. Rendsborg-Egernførde kreds ligger i delstaten Slesvig-Holsten. Damtorp er beliggende cirka 8 kilometer sydvest for Egernførde i Hytten Bjerge. Sydvest for byen løber motorvejen Bundesautobahn 7 fra Hamborg til den dansk-tyske grænse. Stednavnet Damtorp dukker første gang op i skriftlige kilder i 1518.

## Damtorpmanden
I 1900 fandt en tørvearbejder under tørvegravning i en dybde på omtrent 3 meter et moselig, som var presset sammen til kun 1 til 4 cm tykkelse. Moseliget lå på venstre side med hovedet hvilende på venstre arm. Den bestod kun af hud og hår, knoglerne var ikke bevaret.
Manden var dækket af en stor uldkappe. Ved fødderne lå et par lyse flanelsagtige bukser og et par lædersko. Manden var oprindelig 1,74 m høj. Ved hjerteregionen ses en smal åbning. Han blev altså dræbt ved et stik direkte mod hjertet.
Moseligets dødstidspunkt blev ved hjælp af kulstof 14-datering dateret til årene 135 til 335 e.Kr. Damtorpmanden levede altså i jernalderen. Moseliget er nu udstillet på arkæologisk museum på Gottorp Slot i Slesvig.